# Selaginella densa
Selaginella densa är en mosslummerväxtart som beskrevs av Per Axel Rydberg. Selaginella densa ingår i släktet mosslumrar, och familjen mosslummerväxter.

## Underarter
Arten delas in i följande underarter:
- S. d. scopulorum
- S. d. standleyi